# Sharon Gusberti
Sharon Gusberti (Milano, 6 agosto 1964) è un'attrice ed ex modella italiana.

## Biografia
Sharon Gusberti ha lavorato inizialmente come fotomodella: è apparsa in copertina sulla rivista Gioia del 22 ottobre 1980 e sul periodico per ragazzi Dolly il 24 ottobre 1982. Fino alla metà degli anni ottanta è stata protagonista di alcune pubblicità televisive di marchi come Zuegg, Karinzia e altri.

Sharon Gusberti in Via Montenapoleone (1987)

Dopo l'esordio sul grande schermo, avvenuto nel 1986 con il film Yuppies di Carlo Vanzina, ha recitato per lo stesso regista e nello stesso anno anche in Via Montenapoleone. L'anno successivo è stata scelta per la parte di Sharon Zampetti nella serie tv I ragazzi della 3ª C, dove le è stato affidato il ruolo della ragazza snob figlia dell'industriale "Camillo Zampetti" (interpretato dal caratterista Guido Nicheli). Dopo quest'ultima serie tv, si è ritirata dalle scene, riapparendo unicamente negli anni duemila nelle trasmissioni televisive Meteore e Stracult.

## Vita privata
Si è sposata con un imprenditore milanese e ha preferito dedicarsi alla famiglia, lasciando quindi il mondo dello spettacolo. Ha due figlie, Valentina e Martina (nate rispettivamente nel 1990 e nel 2007), e vive a Milano.

## Filmografia
- Yuppies - I giovani di successo, regia di Carlo Vanzina (1986)
- Via Montenapoleone, regia di Carlo Vanzina (1986)
- I ragazzi della 3ª C – serie TV, 31 episodi (1987-1989)